# Steinmann Henrik
Steinmann Henrik (Budapest, 1932. március 27. – Budapest, 2009. november 7.) magyar entomológus.

## Életpályája
Egyetemi aspirantúrai témája az egyenesszárnyúak idegrendszere, izomzata és kiválasztórendszere volt, aminek befejezéseképp fiatalon, 28 évesen nyerte el a  biológiai tudományok kandidátusa címet. 
A Természettudományi Múzeum Állattárában az Orthopteroidea-Neuropteroidea Gyűjtemény vezetője volt, amit százezres gyűjteménnyé fejlesztett az 1960–1980-as években. Dr. Mahunka Sándorral együtt tagja lett az első akadémiai egyezményes zoológiai expedíciónak is 1970-ben.

## Munkássága
Zombori Lajos társszerzővel jelentették meg A rovartest alaktani kifejezései című munkájukat három kötetben ("fej", "tor" és "potroh"). A köteteket előbb magyar, majd angol nyelven adta ki az Akadémiai Kiadó. A tudományos kiadvány sikerét jelzi, hogy Pekingben kínai változatban is megjelent. Végül 1999-ben Dictionary of Insect Morphology címmel a berlini nagy hírű deGruyter Verlag jelentette meg a 400 oldalas könyvet. 
Steinmann Henrik az 1980-as években írta meg legjelentősebb művét, a Föld bőrszárnyúinak (Dermaptera) monográfiáját. A négy vaskos kötet összesen 1400 oldal terjedelmű, a patinás Das Tierwelt sorozatban látott napvilágot 1986–1993 folyamán. A világ Dermaptera-specialistáinak körében általánosan ismert a világmonográfia – sajnos hazai körökben ez nem kellően tudatos. A négy  kötetet egészíti ki a World Catalogue of Dermaptera (1989). 
Az 1990-es években állította össze a "World Catalogue of Odonata" művét két kötetben, ami ugyancsak világhírnevet szerzett számára az 1997. évi kiadását követően.
Steinman Henrik a tudományos közéletben is jelentős szerepet játszott. Az Akadémia Zoológiai Bizottságában a titkári teendőket több éven át látta el. 
Szerkesztője volt a  Magyarország Állatvilága sorozatnak, a Rovartani Közleményeknek és az Acta Zoologica Hungaricának. 
Sokoldalú zoológiai felkészültségét jól jelzi, hogy az igényes ismeretterjesztésből is kivette részét. Az Élet és Tudomány hetilapnak az 1960-as, 1970-es években rendszeres szerzője volt. 
Egyenként 200–300 oldal terjedelemben négy népszerűsítő könyve jelent meg: Építőművészek az  állatvilágban 1978-ban, Az állatok fegyverei 1979-ben, Az állatok násza 1980-ban, a Társak és ellenségek az állatvilágban 1985-ben.

## Főbb munkái
- World catalogue of Dermaptera (Akadémiai Kiadó, Budapest, 1989)
- Szitakötők (Akadémiai Kiadó, Budapest, 1984)
- Tevenyakú fátyolkák, Vízifátyolkák, Recésszárnyúak és Csőrös rovarok (Akadémiai Kiadó, Budapest, 1967)
- Állattani gyűjtőúton Koreában (Állattani közlemények, 1971)
- Egyenesszárnyú rovarok (Orthoptera) központi idegrendszerének kiemelése, totális festése és összehasonlító vizsgálatának módszerei (Állattani közlemények, 1960)